# Ejército Islámico de Adén-Abyan
El Ejército Islámico Aden-Abyan (AAIA, árabe: جيش عدن أبين الإسلامي) es un grupo militante islamista con sede en el sur de Yemen, dirigido por Zein al-Abideen al-Mehdar (también conocido como Abu El-Hassan El-Mohader). El grupo ha sido designado como organización terrorista por Baréin, Canadá y el Reino Unido. Se cree que el grupo se organizó en el sur de Yemen a mediados de la década de 1990, con miembros que incluyen a veteranos de la guerra soviética en Afganistán. Su misión declarada es «promover la yihad en la lucha contra el secularismo en Yemen y otros Estados árabes; establecer un gobierno islámico en Yemen».

## Historia
El Ejército Islámico de Aden-Abyan tiene fuertes vínculos con la red Al-Qaeda. El grupo se formó en algún momento entre mediados de la década de 1990 como una red guerrillera flexible de unas pocas docenas de hombres. Emitió la primera serie de declaraciones políticas y religiosas sobre Yemen y los asuntos mundiales.
El grupo Aden-Abyan se formó en algún momento de 1996 o 1997 como una red guerrillera flexible de unas pocas docenas de hombres, una mezcla de veteranos de la guerra afgana-soviética e islamistas de varios países. En términos de la formación y antecedentes de la AAIA, el nombre «Ejército Islámico de Adén-Abyan» fue una organización terrorista de derecha compuesta por ultraconservadores religiosos, muyahidines y aristócratas depuestos. Otros partidarios de la AAIA incluyen a los yemeníes de Adén, Abyan y liberales, socialistas y conservadores sociales. El objetivo declarado de los grupos es «izar la bandera de al-Jihad y luchar contra el secularismo en Yemen y los países árabes». Estos fueron vistos a través de una serie de declaraciones políticas y religiosas sobre los asuntos yemeníes y mundiales ".

## Ataques reivindicados
El 28 de agosto de 1999 una gran explosión estalló en el centro de la ciudad de Sanaa, Yemen, incendiando el centro comercial más grande de la ciudad, dejando dos civiles muertos y otros 12 heridos. El Ejército Islámico de Adan Abyan (AAIA) se atribuyó el mérito de este ataque..
El Aden-Abyan asumió la responsabilidad del atentado suicida con bomba del petrolero francés MV Limberg en octubre de 2002, que mató a un miembro de la tripulación e hirió a doce más.. 
En agosto de 2012, los fiscales de los tribunales de crímenes de guerra de Guantánamo comenzaron a presentar más cargos de terrorismo contra Ahmed al Darbi, señalándolo por el atentado con bomba contra el MV Limberg. En febrero de 2014, al Darbi admitió que ayudó a planificar el ataque.
Muchos creen que este ataque estuvo relacionado con Atentado contra el USS Cole el 12 de octubre del 2000. Este fue uno de los ataques por los que este grupo es más conocido. Algunos hechos que tuvieron lugar antes de esto incluyen el secuestro en 1988, donde 16 de los turistas occidentales fueron tomados como rehenes, algunos de los cuales murieron en un fallido intento de rescate.
Además de esto, el Ejército Islámico de Adén Abyan también reclamó "ataques contra los socialistas yemeníes antes de las elecciones parlamentarias de 1993". Este grupo ha seguido causando estragos en la vida de la gente en Adén y en todo el oeste. Uno de ellos incluye el ataque en octubre de 2000, donde dos atacantes suicidas se organizaron para hacer explotar su bote al lado del USS Cole. Este se convirtió en un ataque muy importante para el grupo porque ganó mucho reconocimiento de la gente alrededor del mundo pudiendo ver cuáles eran las intenciones del grupo.
Presuntos militantes de la AAIA atacaron un convoy médico militar de seis camiones en la región de Habaab de la Provincia de Abyan de Yemen. Los atacantes hirieron a siete personas, incluidos varios médicos, en la emboscada.

## Credibilidad
Este grupo se asoció principalmente con las redes de al-Qaeda para participar en ataques, lo que les dio credibilidad como organización terrorista. Este grupo es conocido principalmente por su trabajo con Al-Qaida, habiendo ayudado al grupo en varios ataques contra enemigos occidentales. Su trabajo con al-Qaeda ha traído credibilidad al grupo al demostrar que son capaces de trabajar con un grupo tan grande como AQ. A través de su trabajo con el grupo grande, el Ejército Islámico de Adén-Abyan "recibió apoyo financiero y material de Al- El líder de Qaida Osama bin Laden (fallecido) a cambio de su apoyo a la agenda de Al-Qaeda". Esto le dio al grupo una sensación de poder, al recibir apoyo tangible e intangible de al-Qaeda a cambio de ayuda en sus esfuerzos.